# Cinygmula sapporensis
Cinygmula sapporensis is een haft uit de familie Heptageniidae. De wetenschappelijke naam van de soort is voor het eerst geldig gepubliceerd in 1904 door Matsumura.
De soort komt voor in het Palearctisch gebied.